# Hamady Bocoum
Pour les articles homonymes, voir Bocoum.
Hamady Bocoum est un chercheur sénégalais, archéologue de formation, et ancien Directeur du musée des civilisations noires au Sénégal.

## Biographie
Né à Kanel, Hamady Bocoum effectue ses études secondaires au Sénégal et termine ses études supérieures en France. En 1986 il soutient à l'Université Paris 1 Panthéon-Sorbonne une thèse de 3e cycle intitulée La métallurgie du fer au Sénégal : approche archéologique, technologique et historique réalisée sous la direction de l'historien Jean Devisse. De 2007 à 2016, il sert comme directeur de l'IFAN.
Ses principaux travaux universitaires sont les suivants :
- Le gisement néolithique de Kounoune : Approche typologique, Mémoire de Maîtrise, 1982. Département d'Histoire Université de DAKAR.
- La métallurgie du fer au Sénégal : Questions et perspectives. Mémoire de D.E.A, 1983. Université de Paris I, Panthéon Sorbonne.
- La métallurgie du fer au Sénégal : Approche Archéologique Technologique et Historique. Doctorat de 3e Cycle, Université Paris I  Panthéon-Sorbonne, 1986.
- « Histoire technique et sociale de la Métallurgie du fer dans la Moyenne vallée du Fleuve Sénégal » Rapport de synthèse, Doctorat d’État es lettres et sciences humaines. UCAD, décembre 2006

## Publications
- L'âge du fer au Sénégal : histoire et archéologie, 2000
- (sous la direction de Hamady Bocoum et André Bazzana), Du nord au sud du Sahara : cinquante ans d'archéologie française en Afrique de l'Ouest et au Maghreb : bilan et perspectives, Sépia, Paris, 2004, 44 p.  (ISBN 2842800788) (actes du congrès de Paris, 13-14 mai 2002)
- « Trajectoires archéologiques au Sénégal », in Momar Coumba Diop (dir.), Le Sénégal contemporain, Khartala, 2002, p. 185-214  (ISBN 2845862369)